# 日本モンゴル親善協会
特定非営利活動法人日本モンゴル親善協会（にほんもんごるしんぜんきょうかい）は日本の特定非営利活動法人。日本とモンゴル国との友好・親善・交流団体。理事長は柳澤徳次。
２０２２年に創立５０周年記念行事を行う。

## 概略
1965年、前身の日本モンゴル親善友好の会が発足。1968年1月に麻生良方、稲村隆一（社会党衆議院議員）、加藤勘十（社会党衆議院議員）が発起人となって日本モンゴル親善協会が設立された。モンゴルが社会主義国だった時代から深いつながりを持ち、代表団を交換するなどの親善活動を行ってきた。
17の地方親善協会がある。
元会長は江上波夫。
大阪支部の初代会長は元社会党衆議院議員の上田卓三。
2004年7月23日に特定非営利活動法人となった。

## 役員
理事長
- 柳澤徳次

理事
- 熊田久恵

## 参照
1. ↑  日本モンゴル親善協会ホームページ